# Michael Robinson (patinage artistique)
Pour les articles homonymes, voir Michael Robinson.
Michael Robinson est un danseur sur glace britannique.
Avec sa partenaire Catherine Morris (en), il est vice-champion d'Europe en 1958 et 1959.

## Palmarès
| Compétition                     | 1957 | 1958 | 1959 |
| Championnats du monde           | 6e   | 4e   | 7e   |
| Championnats d'Europe           | 3e   | 2e   | 2e   |
| Championnats de Grande-Bretagne | 3e   | 2e   | 3e   |